# 고추 말리기
"고추 말리기"(Making Sun-dried Red Peppers)는 한국에서 제작된 장희선 감독의 2001년 다큐멘터리 영화이다. 박준면 등이 주연으로 출연하였고 장희선 등이 제작에 참여하였다.

## 출연

### 주연
- 박준면
- 최천수
- 설정원

### 조연
- 장순한
- 장경수
- 장왕수
- 장발순
- 박갑례
- 손봉희
- 이남순
- 장유진
- 장익훈
- 이숙자
- 남오순

## 기타
- 프로듀서: 김정영
- 조명: 고현욱
- 동시녹음: 신태라